# Polskie Zjednoczenie Demokratyczne
Polskie Zjednoczenie Demokratyczne – polska partia polityczna istniejąca na Białorusi w latach 1994–1995. 

## Historia
Ugrupowanie powstało na początku października 1993 jako uzupełnienie dla Związku Polaków na Białorusi. Zadaniem ZPB miała być dalsza walka o odrodzenie polskości na ziemiach Białorusi, Zjednoczenie miało zaś poświęcić się bieżącej działalności politycznej, w tym walce o mandaty dla Polaków w samorządzie oraz Radzie Najwyższej. Wśród delegatów na zjazd założycielski w październiku 1993 znaleźli się Czesław Bieńkowski, który wygłosił referat polityczny, Konstanty Tarasiewicz, Jan Kirwiel i Waldemar Preckajło. Przewodniczącym Rady Naczelnej ugrupowania wybrano polskiego biznesmena i założyciela prywatnej polskiej uczelni na Białorusi Edwarda Ochrema, w skład zarządu wszedł m.in. Czesław Bieńkowski. 
Zjednoczenie stawiało sobie za cel uzyskanie politycznej reprezentacji Polaków w organach władzy na Białorusi, obronę praw społecznych, religijnych, narodowych i kulturalnych Polaków. Określało się jako świeckie ugrupowanie o profilu chrześcijańsko-demokratycznym. Opowiadało się za współpracą z niepodległościowo i demokratycznie nastawionymi politykami Białorusi oraz ochroną statusu języka białoruskiego jako jednego języka państwowego. 